# Intelligent information system supporting observation, searching and detection for security of citizens in urban environment

INDECT, ou Intelligent information system supporting observation, searching and detection for security of citizens in urban environment (littéralement Système d’information intelligent soutenant l’observation, la recherche et la détection pour la sécurité des citoyens en milieu urbain), financé par l'Union européenne et réalisé par plusieurs universités à travers l'Europe, est un projet visant à mettre en place des systèmes de surveillance intelligents. Son but est de détecter les menaces criminelles de manière automatisée grâce aux flux de données fournis par des caméras de vidéosurveillance. Ce projet a commencé officiellement le 1er janvier 2009.
La zone de recherche, les méthodes et techniques appliquées sont décrites dans les objectifs du projet qui sont disponibles sur le site web dédié. Quasiment toutes les informations concernant la recherche sont publiques. Seuls les documents qui concernent les données financières ou les informations pouvant nuire à la compétitivité et les capacités en termes de police et de répression des parties impliquées dans le projet ne sont pas publiées, conformément aux réglementations et pratiques appliquées aux projets de recherche en Union européenne.

## Application et utilisateurs finaux
Le but du projet est de détecter les menaces criminelles, d'en identifier les sources et de transmettre les informations aux autorités compétentes sans aucun monitoring. En fonction de ces informations, l'utilisateur du service décide alors si une intervention est nécessaire ou non.
Ce système, basé sur des procédures déjà utilisées par les services de police et les procureurs, permet de mener à des personnes liées à des menaces tout en préservant la présomption d'innocence

## Résultats attendus
Les principaux résultats attendus du projet INDECT sont :
- Installation test du système de détection de menaces dans les zones métropolitaines
- Dispositifs utilisés pour le traçage d'objets mobiles
- Moteur de recherche pour la détection rapide et la recherche sémantique de documents basée sur les technologies de tatouage numérique (watermarking)
- Système de traçage des activités criminelles et détection des menaces sur Internet
- Protection de l’intégrité des données et de la confidentialité par le biais de technologies de tatouage numérique et d'algorithme de chiffrement.

## Controverse

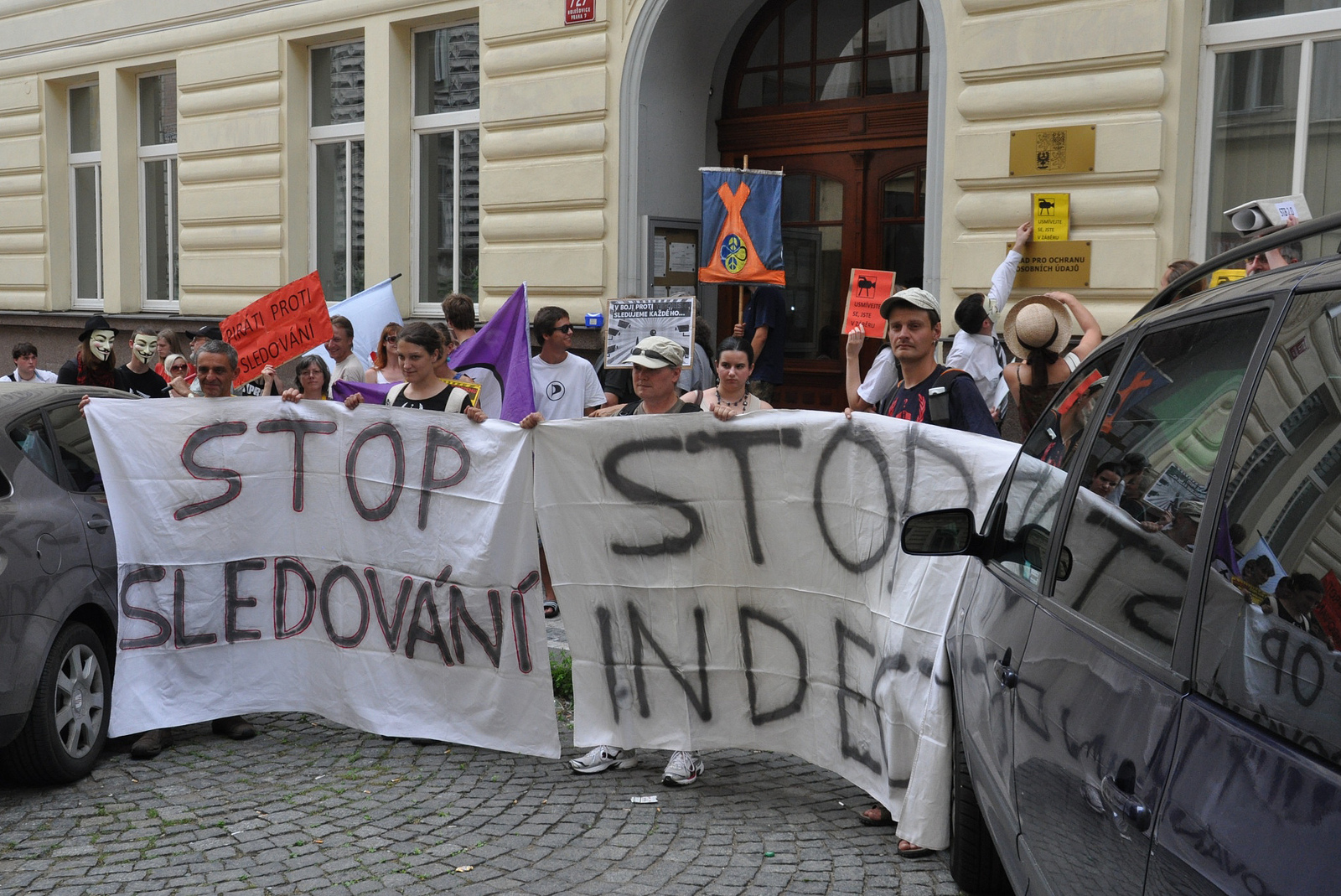
Protestation contre INDECT à Prague le 28 juillet 2012

Certains médias et d'autres sources accusent INDECT de s'immiscer dans la vie privée, de collecter des données personnelles et de manquer de transparence. Ces problèmes ont été commentés et discutés par des membres du Parlement européen.
Comme il est visible dans la documentation du projet, INDECT n'implique pas de traçage via les téléphones mobiles ni d'interception des appels. Des rumeurs à propos de tests du projet pendant le championnat européen de football de l'UEFA ont été niées par le Parlement européen.
La révision à mi-parcours du Septième programme-cadre au Parlement européen, presse fortement la Commission européenne de rendre disponibles immédiatement tous les documents et de définir un mandat clair et strict à propos du but de la finalité de la recherche, de l'application et des utilisateurs finaux d'INDECT. Cette révision insiste également pour qu'une investigation rigoureuse soit menée quant à l'impact possible sur les Droits Fondamentaux. Le projet est passé par un examen éthique le 15 mars 2011 à Bruxelles auquel ont participé des experts en éthique autrichiens, français, hollandais, allemands et britanniques et, comme l'a rapporté le membre du Parlement européen Pawel Kowal, cet examen s'est conclu sur un résultat positif et aucune violation en rapport avec les aspects éthiques du projet n’a été identifiée.
Le 28 juillet 2012, des manifestations en Europe ont lieu pour s'opposer à INDECT, à la suite de l'appel d'Anonymous (action surnommée #OpINDECT). Cet appel a reçu une réponse en vidéo de la part d'un membre de la Commission européenne, elle n'a pas apaisé le collectif Anonymous qui maintient ses manifestations.
Le 20 octobre 2012, Anonymous appelle à protester dans plusieurs pays (action surnommée #OpBigBrother), extrait : « Les gouvernements du monde entier s'apprêtent à détruire la vie privée par l'utilisation de systèmes comme TrapWire (en) ou INDECT. ». Le collectif répète son opposition le 8 décembre 2012 et le 23 février 2013, et la renouvellera le 1er juin 2013,.